# كسوف الشمس 26 يناير 2028
سيحدث كسوف حلقي للشمس في 26 يناير 2028. يحدث كسوف الشمس عندما يمر القمر بين الأرض والشمس ، وبالتالي يحجب صورة الشمس كليًا أو جزئيًا عن مشاهد على الأرض. يحدث الكسوف الحلقي للشمس عندما يكون القطر الظاهري للقمر أصغر من قطر الشمس ، مما يحجب معظم ضوء الشمس ويتسبب في ظهور الشمس على شكل حلقة (حلقة). يظهر الخسوف الحلقي على شكل كسوف جزئي فوق منطقة من الأرض يبلغ عرضها آلاف الكيلومترات.

## الخسوفات ذات الصلة

### كسوف الشمس 2026-2029
هذا الكسوف هو جزء من سلسلة كسوف الشمس 2026-2029. يتكرر الكسوف في كل 177 يومًا تقريبًا و 4 ساعات في العقد المتناوبة من مدار القمر.
| عقدة تصاعدية                                                                                    | عقدة تصاعدية                      |     | عقدة تنازلية                   | عقدة تنازلية |
| 121                                                                                             | كسوف الشمس 17 فبراير 2026 Annular | 126 | كسوف الشمس 12 أغسطس 2026 Total |              |
| 131                                                                                             | كسوف الشمس 6 فبراير 2027 Annular  | 136 | كسوف الشمس 2 أغسطس 2027 Total  |              |
| 141                                                                                             | كسوف الشمس 26 يناير 2028 Annular  | 146 | كسوف الشمس 22 يوليو 2028 Total |              |
| 151                                                                                             | 2029 January 14 Partial           | 156 | 2029 July 11 Partial           |              |
| يحدث الكسوف الجزئي للشمس في 12 يونيو 2029 و 5 ديسمبر 2029 في مجموعة خسوف السنة القمرية التالية. |                                   |     |                                |              |

### ساروس 141
الساروس الشمسي 141 ، يتكرر كل حوالي 18 سنة و 11 يومًا و 8 ساعات ، يحتوي على 70 حدثًا:
- بدأت السلسلة بكسوف جزئي للشمس في 19 مايو 1613.
- وهي تحتوي على 41 خسوفًا حلقيًا من 4 أغسطس 1739 إلى 14 أكتوبر 2460.
- لا توجد كسوفات كاملة في هذه السلسلة.
- تنتهي السلسلة عند العضو 70 ككسوف جزئي في 13 يونيو 2857.

حدث أطول خسوف حلقي في 14 ديسمبر 1955 ، مع أقصى مدة للحلقة عند 12 دقيقة و 9 ثوانٍ. تحدث جميع الكسوفات في هذه السلسلة عند عقدة القمر الصاعدة.
| تحدث أعضاء السلسلة 17-36 بين عامي 1901 و 2259 | تحدث أعضاء السلسلة 17-36 بين عامي 1901 و 2259 | تحدث أعضاء السلسلة 17-36 بين عامي 1901 و 2259 |
| 17                                            | 18                                            | 19                                            |
| --------------------------------------------- | --------------------------------------------- | --------------------------------------------- |
| November 11, 1901 [الإنجليزية]                | November 22, 1919 [الإنجليزية]                | December 2, 1937 [الإنجليزية]                 |
| 20                                            | 21                                            | 22                                            |
| December 14, 1955 [الإنجليزية]                | December 24, 1973 [الإنجليزية]                | January 4, 1992 [الإنجليزية]                  |
| 23                                            | 24                                            | 25                                            |
| كسوف الشمس 15 يناير 2010                      | كسوف الشمس 26 يناير 2028                      | February 5, 2046                              |
| 26                                            | 27                                            | 28                                            |
| February 17, 2064                             | كسوف الشمس في 27 فبراير 2082                  | March 10, 2100                                |
| 29                                            | 30                                            | 31                                            |
| March 22, 2118                                | April 1, 2136                                 | April 12, 2154                                |
| 32                                            | 33                                            | 34                                            |
| April 23, 2172                                | May 4, 2190                                   | May 15, 2208                                  |
| 35                                            | 36                                            |                                               |
| May 27, 2226                                  | June 6, 2244                                  |                                               |

### سلسلة ميتونيك
تتكرر السلسلة ميتونيك كل 19 عامًا (6939.69 يومًا) ، وتستمر حوالي 5 دورات. تحدث الكسوف في نفس تاريخ التقويم تقريبًا. بالإضافة إلى ذلك ، تكرر سلسلة أوكتن الفرعية 1/5 من ذلك أو كل 3.8 سنوات (1387.94 يومًا). تحدث جميع الكسوفات في هذا الجدول عند العقدة الصاعدة للقمر.
| 21 من أحداث الكسوف بين 21 يونيو 1982 و 21 يونيو 2058 | 21 من أحداث الكسوف بين 21 يونيو 1982 و 21 يونيو 2058 | 21 من أحداث الكسوف بين 21 يونيو 1982 و 21 يونيو 2058 | 21 من أحداث الكسوف بين 21 يونيو 1982 و 21 يونيو 2058 | 21 من أحداث الكسوف بين 21 يونيو 1982 و 21 يونيو 2058 |
| 21 يونيو                                             | من 8 إلى 9 أبريل                                     | 26 يناير                                             | من 13 إلى 14 نوفمبر                                  | 1 - 2 سبتمبر                                         |
| 107                                                  | 109                                                  | 111                                                  | 113                                                  | 115                                                  |
| ---------------------------------------------------- | ---------------------------------------------------- | ---------------------------------------------------- | ---------------------------------------------------- | ---------------------------------------------------- |
| June 21, 1963                                        | April 9, 1967                                        | January 26, 1971                                     | November 14, 1974                                    | September 2, 1978                                    |
| 117                                                  | 119                                                  | 121                                                  | 123                                                  | 125                                                  |
| June 21, 1982 [الإنجليزية]                           | April 9, 1986 [الإنجليزية]                           | January 26, 1990 [الإنجليزية]                        | November 13, 1993 [الإنجليزية]                       | September 2, 1997 [الإنجليزية]                       |
| 127                                                  | 129                                                  | 131                                                  | 133                                                  | 135                                                  |
| كسوف الشمس 21 يونيو 2001                             | كسوف الشمس 8 أبريل 2005                              | كسوف الشمس 26 يناير 2009                             | كسوف الشمس 13 نوفمبر 2012                            | كسوف الشمس 1 سبتمبر 2016                             |
| 137                                                  | 139                                                  | 141                                                  | 143                                                  | 145                                                  |
| كسوف الشمس في 21 يونيو 2020                          | كسوف الشمس 8 أبريل 2024                              | كسوف الشمس 26 يناير 2028                             | November 14, 2031                                    | September 2, 2035                                    |
| 147                                                  | 149                                                  | 151                                                  | 153                                                  | 155                                                  |
| June 21, 2039                                        | April 9, 2043                                        | January 26, 2047                                     | November 14, 2050                                    | September 2, 2054                                    |
| 157                                                  |                                                      |                                                      |                                                      |                                                      |
| June 21, 2058                                        |                                                      |                                                      |                                                      |                                                      |

## روابط خارجية
- www.solar-eclipse.de - متوسط التغطية السحابية والمدن على طول مسار الكسوف
- http://eclipse.gsfc.nasa.gov/SEplot/SEplot2001/SE2026Feb17A. GIF